# Alster (rivière)
Pour les articles homonymes, voir Alster.
L'Alster est une rivière du Nord de l'Allemagne, naissant dans le Schleswig-Holstein. Longue de 53 km, elle traverse Hambourg et se jette dans l'Elbe, de sa rive droite.

## Géographie

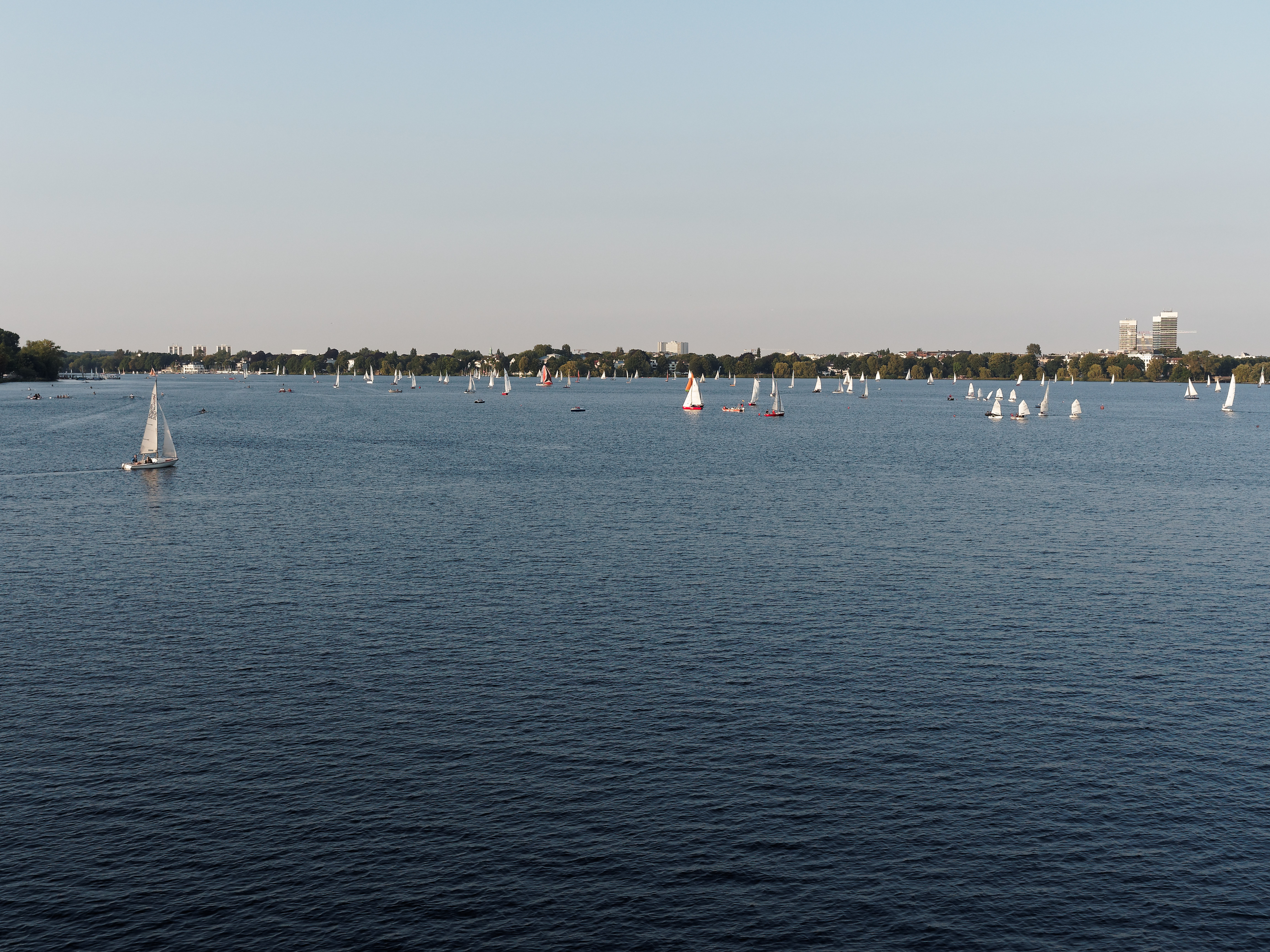
Lac artificiel

Les eaux de l'Alster alimentent un lac artificiel, aussi nommé Alster, en plein cœur de la ville, dont les deux bassins, reliés par une passe au-dessous du Lombardsbrücke (de) et du Kennedybrücke, sont nommés Binnenalster (Alster intérieure ; côté hôtel de ville et Jungfernstieg (de)) et Aussenalster (Alster extérieure). Les deux plans d'eau autorisent des promenades en bateau, et la pratique de sports nautiques (voile, aviron, pédalo) sur l'Aussenalster. Certains hivers, les plans d'eau sont suffisamment gelés pour qu'il soit possible de venir s'y promener ou y faire du patin à glace.